# Steve Martini
Pour les articles homonymes, voir Martini.
Steve Martini est un écrivain américain, auteur de romans judiciaires.
Il est reconnu comme un maître du genre par le maître lui-même, John Grisham.[réf. nécessaire]

## Biographie
Steven Paul Martini naît en 1946 à San Francisco (États-Unis) et grandit dans la région urbaine de San Francisco et en Californie du Sud.

Après avoir obtenu son diplôme de l'université de Californie, il débute en 1969 une carrière de journaliste politique et judiciaire pour le Los Angeles Daily Journal et se découvre une passion pour l'écriture. Il couvre notamment l'affaire Charles Manson.

En 1970, il est transféré à Sacramento, capitale de la Californie, afin de devenir correspondant politique et judiciaire pour son journal.

Il obtient ensuite un diplôme de droit à l'université du Pacifique.

En 1974, il se lance dans une carrière d'avocat.

En parallèle, il continue à écrire et publie son premier roman, The Simeon Chamber, en 1988.

En 1992, son deuxième roman, Irréfutable, introduit le personnage de l'avocat Paul Madriani, qui deviendra récurrent au fil de ses romans.

## Œuvre

### Romans mettant en scène Paul Madriani
- Irréfutable (Compelling Evidence, 1992)
- Principal témoin (Prime Witness, 1993)
- Trouble influence (Undue Influence, 1994)
- Pas de pitié pour le juge (The Judge, 1995)
- L'Avocat (The Attorney, 2000)
- Le Jury (The Jury, 2001)
- L'Accusation (The Arraignement, 2003)
- Non traduit en français (Double Tap, 2005)
- Non traduit en français (Shadow of Power, 2008)
- L'enfant et la panthère in Face à Face, Fleuve Noir, collection 12/21, 2020 (Face Off, 2014), Policier, Thriller, trad. Maxime Berrée  (ISBN 2265154709)Écrit avec Linda Fairstein. Anthologie réunie par David Baldacci - 11 nouvelles rédigées par des équipes de deux à trois auteurs.

### Autres romans
- Non traduit en français (The Simeon Chamber, 1988)
- La Liste (The List, 1997)
- Réaction en chaîne (Critical Mass, 1998)

## Romans portés à l'écran
- Abus d'influence (Undue influence, 1996) - Téléfilm en 2 parties réalisé par Bruce Pittman avec Brian Dennehy, Patricia Richardson, Jean Smart, Alan Rosenberg
- Juge et coupable ? (The judge, 2001) - Téléfilm en 2 parties réalisé par Mick Garris avec Chris Noth, Edward James Olmos, Lolita Davidovich